# Nhiệt phân
Trong các phản ứng hóa học, phản ứng nhiệt phân hay nhiệt phân (tiếng Anh: thermal decomposition) là phản ứng phân hủy xảy ra dưới tác dụng chủ yếu của nhiệt năng. Phản ứng loại này đa số đều là phản ứng thu nhiệt, khi mà cần lượng nhiệt năng nhất định để phá vỡ các liên kết hóa học trong hợp chất được phân hủy. Nếu sự phân hủy tỏa nhiệt đủ mạnh, một vòng phản hồi tích cực được tạo ra, và tạo ra sự thoát nhiệt, có thể trở thành một vụ nổ.

## Ví dụ
- Calci carbonat phân hủy thành calci oxide và carbon dioxide khi đun nóng. Phản ứng hóa học như sau:

{\displaystyle {\ce {CaCO3 ->[t] CaO + CO2}}}.
Phản ứng được sử dụng để tạo ra vôi sống, là một sản phẩm quan trọng trong công nghiệp.
- Một ví dụ khác về phân hủy nhiệt là:

{\displaystyle {\ce {2Pb(NO3)2 -> 2PbO + O2 + 4NO2}}}.
- Một số oxide, đặc biệt là các kim loại có độ điện ly yếu bị phân hủy khi đun nóng đến nhiệt độ đủ cao. Một ví dụ là sự phân hủy oxide thủy ngân để tạo ra oxy và kim loại thủy ngân. Phản ứng đã được Joseph Priestley sử dụng để chuẩn bị mẫu khí oxy lần đầu tiên.
- Khi nước được làm nóng đến hơn 2000 °C, một tỷ lệ nhỏ của nó sẽ phân hủy thành OH, oxy nguyên tử, hydro nguyên tử, O2 và H2.[1]
- Hợp chất có nhiệt độ phân hủy cao nhất được biết đến là carbon monoxide ở 3870°C (7000°F).[cần dẫn nguồn]

### Phân hủy nitrat, nitrit và các hợp chất amoni
- Amoni dichromat khi đun nóng thu được nitơ oxide, nước và chromi(III) oxide.
- Amoni nitrat khi đun nóng mạnh tạo ra dinitơ monoxide và nước.
- Amoni nitrit khi đun nóng tạo ra khí nitơ và nước.
- Bari azide khi đun nóng thu được kim loại bari và khí nitơ.
- Natri azide khi đun nóng ở 300 °C tạo ra kim loại natri và nitơ.
- Natri nitrat khi đun nóng tạo ra natri nitrit và khí oxy.
- Các hợp chất hữu cơ như amin bậc ba khi đun nóng trải qua Hofmann elimination và tạo ra các amin thứ cấp và alken.

## Dễ phân hủy
Khi các kim loại ở gần đáy của chuỗi phản ứng, các hợp chất của chúng thường bị phân hủy dễ dàng ở nhiệt độ cao. Điều này là do các liên kết mạnh hơn hình thành giữa các nguyên tử hướng tới đỉnh của chuỗi phản ứng và liên kết mạnh bị phá vỡ ít dễ dàng hơn. Ví dụ, đồng ở gần đáy của chuỗi phản ứng và đồng(II) sulfat (CuSO4), bắt đầu phân hủy ở khoảng 200 °C, tăng nhanh ở nhiệt độ cao hơn khoảng 560 °C. Ngược lại, kali ở gần đầu chuỗi phản ứng và kali sulfat (K2SO4) không bị phân hủy ở điểm nóng chảy khoảng 1069 °C, thậm chí không bị phân hủy ngay cả tại điểm sôi của nó.